# Regierung Lubomír Štrougal VI
Die tschechoslowakische Regierung Lubomír Štrougal VI, geführt durch den Ministerpräsidenten Lubomír Štrougal, befand sich im Amt vom 21. April 1988 bis 11. Oktober 1988. Sie folgte der Regierung Lubomír Štrougal V und wurde ersetzt durch die Regierung Ladislav Adamec.

## Regierungsbildung, Programm
Dass Lubomír Štrougal, der sich mit seiner Befürwortung von Reformen zunehmend in eine Opposition zu den konservativen, stalinistischen Kräften in der Kommunistischen Partei (KPTsch), hier besonders zum neuen Generalsekretär Miloš Jakeš manövrierte und am 21. April 1988 nach nur zwei Jahren wieder eine neue Regierung führen sollte, war dem Verfassungsgesetzes 42/1988 Sb. über Änderungen der zentralen Regierungsorgane zu verdanken, das nur zwei Tage davor verabschiedet wurde.
Die nächste Belastung der Beziehung zwischen Lubomír Štrougal und dem Präsidium des Zentralkomitees der KPTsch kam nach seiner Amtseinführung, als im Präsidium seine Regierungserklärung vom 3. Mai 1988 kritisiert und als „zu schwach“ angegriffen wurde. Besonders heftige Reaktionen rief jedoch ein Interview von Štrougal, das er dem Wiener Blatt Die Presse anlässlich seines Besuches in Österreich gab und das am 22. Juni 1988 im Artikel „CSSR-Premier drängt auf Reformen - Gleiche Ziele, andere Wege wie 1968“ erschien. Strougal deutete hier an, dass die nötigen Wirtschaftsreformen, die auch wichtige marktwirtschaftliche Elemente bei gleichzeitiger staatlicher Regulierung beinhalten, mit einem politischen Umbau der Gesellschaft einhergehen müsse; auch wären polizeiliche Maßnahmen gegen ein durch die oppositionelle Charta 77 organisiertes internationales Seminar nicht nötig gewesen.
Infolge seiner Konflikte mit den konservativen Kräften innerhalb der KPTsch, vor allem im Präsidium des ZK (Miloš Jakeš und andere), resignierte Štrougal auf sen Posten des Ministerpräsidenten und trat am 10. Oktober 1988 zurück. Zu diesem Zeitpunkt war er der dienstälteste Regierungschef in Europa (Januar 1970 bis Oktober 1988).

## Regierungszusammensetzung
Die Minister befanden sich während der gesamten regulären Amtsperiode im Amt (vom 21. April 1988 bis 11. Oktober 1988) wenn nicht anders angegeben.
- Ministerpräsident: Lubomír Štrougal
- erster stellvertretender Ministerpräsident: Rudolf Rohlíček
- stellvertretender Ministerpräsident:
  - Ladislav Adamec
  - Peter Colotka
  - Matej Lúčan
  - Jaromír Obzina
  - Svatopluk Potáč
- Außenminister: Bohuslav Chňoupek
- Verteidigungsminister: Milán Václavík
- Innenminister: Vratislav Vajnar
- Finanzminister: Jaromír Žák
- Minister für Arbeit und Soziales: Miloslav Boďa
- Außenhandelsminister: Jan Štěrba
- Minister für Verkehr und Telekommunikationen: Vladimír Blažek
- Minister für Brennstoffe und Energetik: Vlastimil Ehrenberger
- Minister für Metallurgie, Maschinenbau und Elektrotechnik: Ladislav Gerle
- Landwirtschafts- und Ernährungsminister: Miroslav Toman
- Minister, beauftragt mit der Leitung des Föderalen Preisamtes: Pavol Hrivnák
- Vorsitzender des Ausschusses für Volkskontrolle: František Ondřich
- Vorsitzender der Staatlichen Planungskommission: Svatopluk Potáč
- Vorsitzender der Staatlichen Kommission für wissenschaftlich-technische und Investitions-Entwicklung: Jaromír Obzina
- Minister ohne Geschäftsbereich: Marián Čalfa

### Parteizugehörigkeit
Die Regierung wurde gebildet aus der Einheitsliste der Nationalen Front, die aus der dominierenden Kommunistischen Partei der Tschechoslowakei sowie aus Blockparteien bestand.

### Regierungen der Teilrepubliken
Parallel zur Regierung der Tschechoslowakischen Sozialistischen Republik hatten die beiden Teilrepubliken (Tschechische Sozialistische Republik und Slowakische Sozialistische Republik, beide erst ab 1969) ebenfalls eine eigene Regierung:
- Tschechische Sozialistische Republik: Regierung Josef Korčák V, Ladislav Adamec, František Pitra und Petr Pithart (18. Juni 1986 – 29. Juni 1990)
- Slowakische Sozialistische Republik: Regierung Peter Colotka IV, Ivan Knotek und Pavol Hrivnák (18. Juni 1986 – 8. Dezember 1989)